# 九州料理
九州料理（きゅうしゅうりょうり）とは、日本の九州島（福岡県、佐賀県、長崎県、熊本県、大分県、宮崎県、鹿児島県）及び九州周辺諸島等で発祥、伝承され作られている料理の総称である。
亜熱帯に近い温暖湿潤な気候、多様な自然環境、さらに古くからの沖縄などとの交易交流を背景として、本州の料理とは異なる独自の食材利用法、調理技術、味付け方法、および南方的食文化を有する。

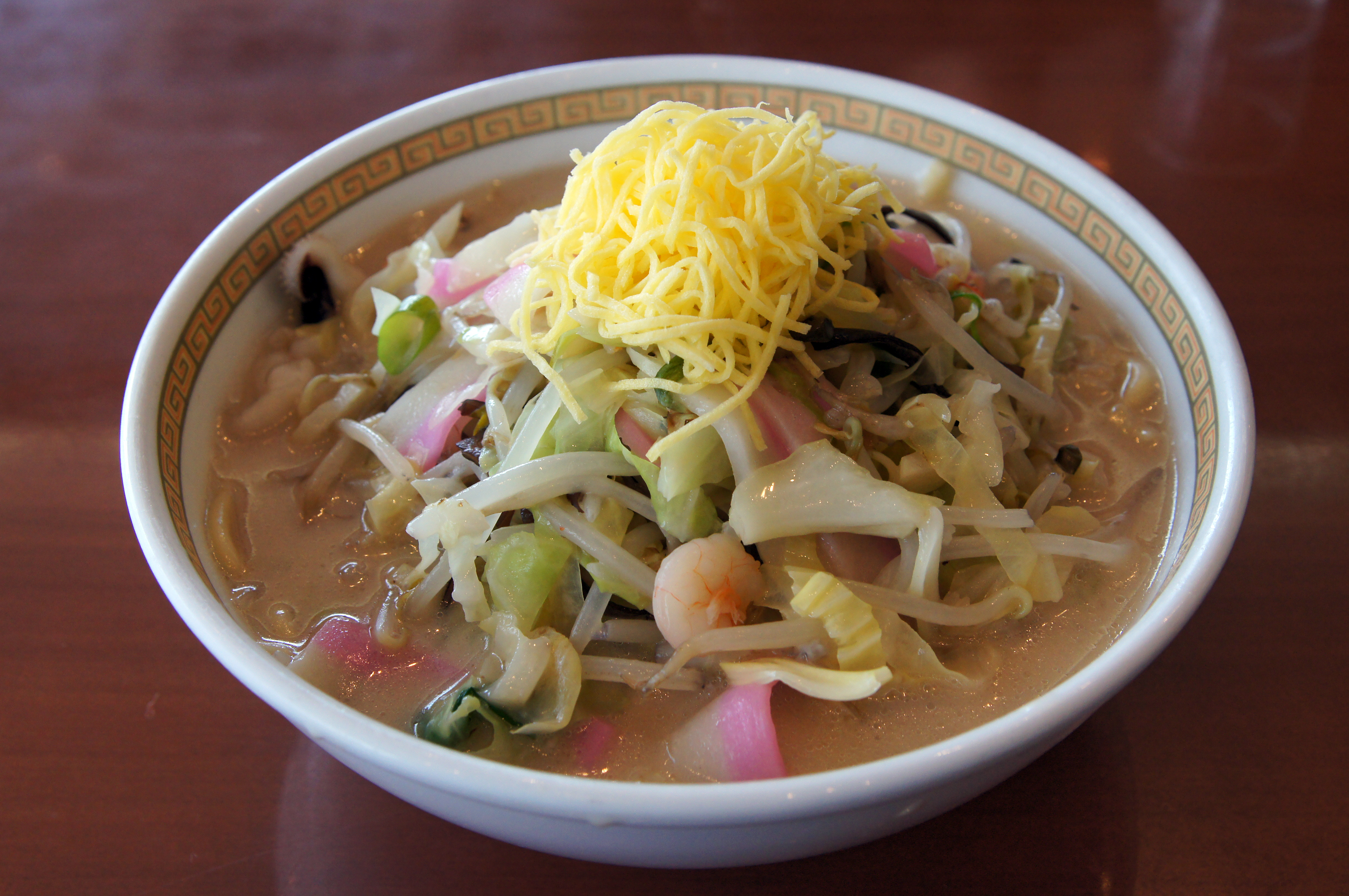
ちゃんぽん
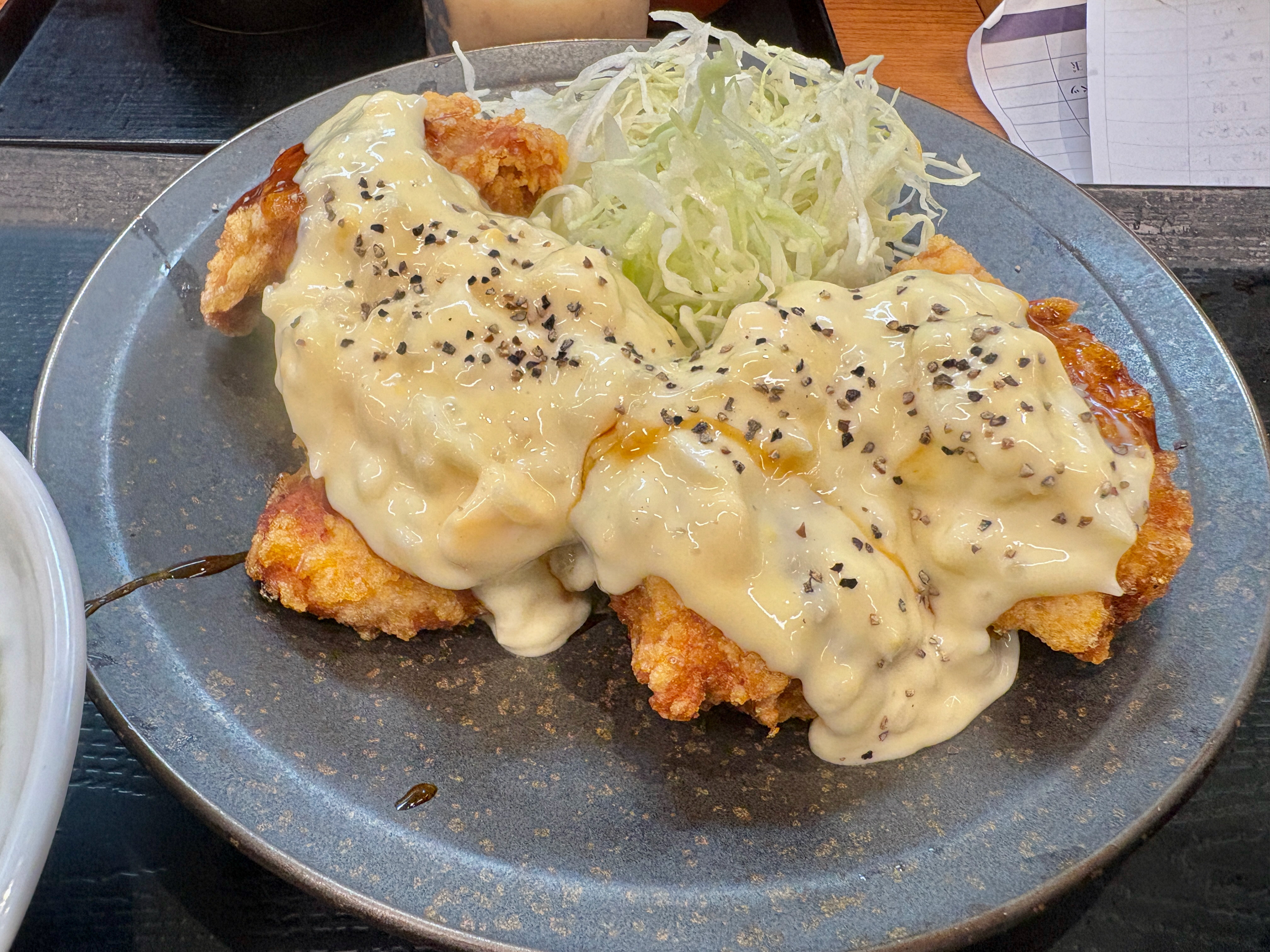
鶏南蛮
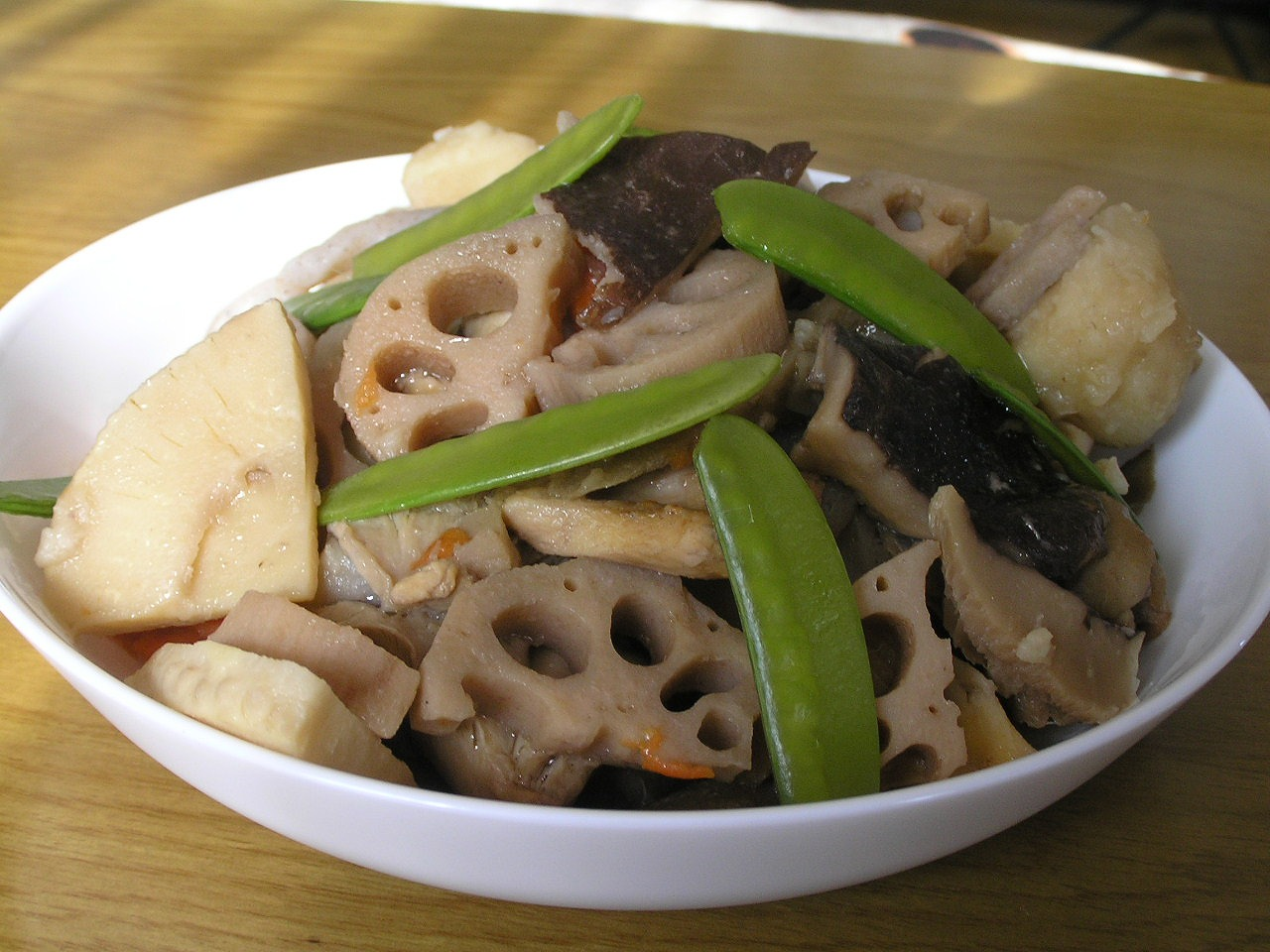
がめ煮(筑前煮)

## 特徴

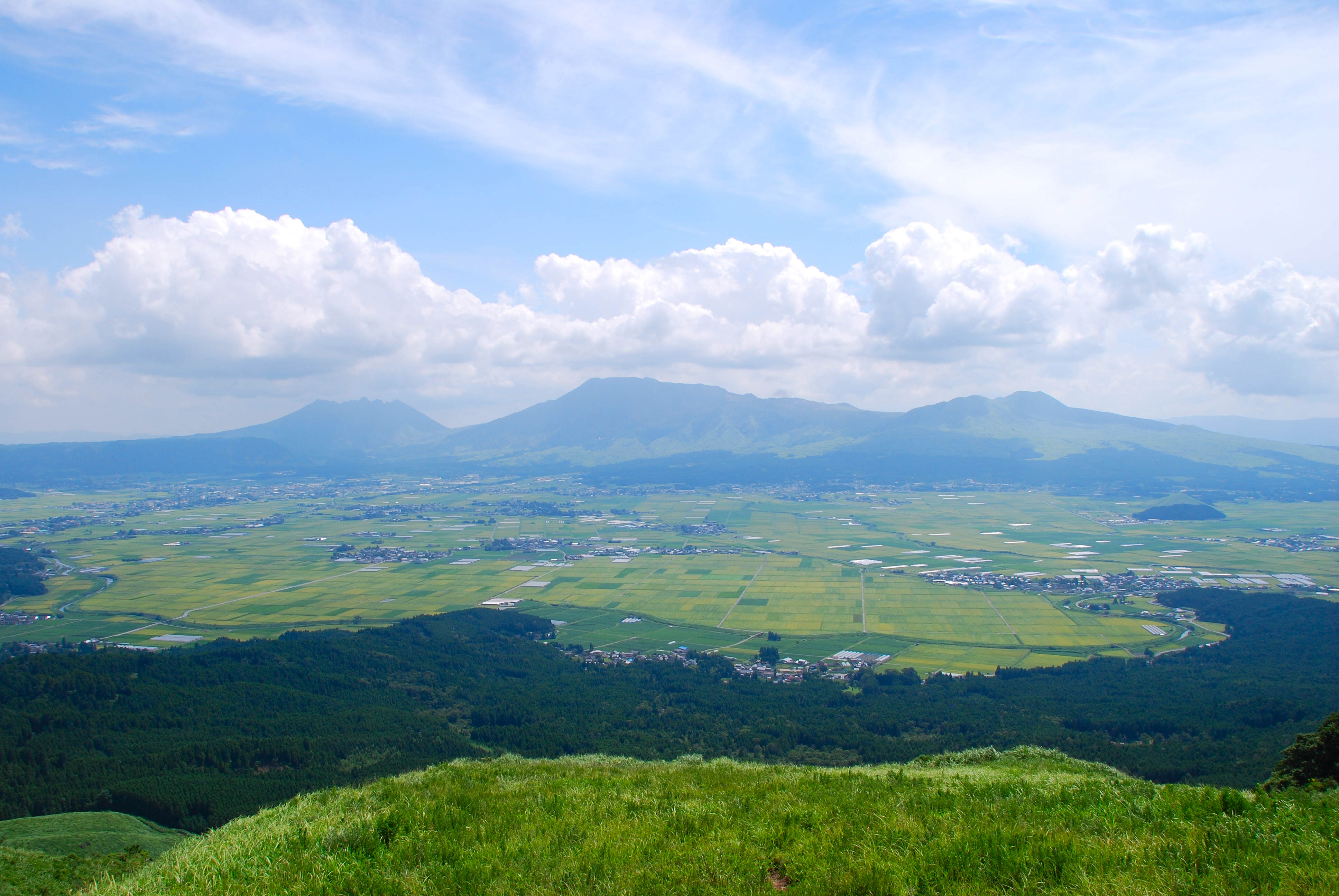
熊本県阿蘇地方

九州は日本列島南西部に位置し、年間を通じて温暖で降水量が多い亜熱帯性に近い気候を有する。この気候条件は多種多様な農畜産物の生産に適し、温暖植物から亜熱帯植物まで多様で豊富な食材が育てられる、このことから日本料理のなかでも多彩な食材が用いることが九州料理の特徴の一つである。

### 甘い調味料
九州料理は、他地域と比較して甘味を強調する傾向が顕著である。特に「九州醤油」(刺身醤油)と呼ばれる、砂糖などを加えて仕上げた甘口の醤油が広く使われており、本州の一般的な醤油に比べてその甘さが際立つ。醤油以外にも、麦麹を用いた麦味噌や、砂糖を多く加えたポン酢の甘ぽんなどなど、各種調味料が日常的に利用されている。料理以外の菓子類でも甘味系が多く見られる。
一口に九州醤油と言っても、北部の福岡県と南部の鹿児島県では甘さの度合いが驚くほど異なり、南部に行けば行くほど甘い。
これには、九州南部での黒砂糖の生産や、サトウキビの生産地である沖縄との交易によって、他地域に比べて砂糖が圧倒的に入手しやすかったことによるものである。また、温暖な気候の地域では、甘味をより美味しく感じやすいという人間の味覚受容体の特性も、九州の甘味文化の形成に影響したと考えられている。

### 鶏肉文化
「東の豚、西の牛、九州の鶏」と称されるほど、九州は鶏肉の消費量が非常に多い地域として知られている。
その歴史は古く、古墳時代の九州ではすでに農耕に従事する人々の間で卵を採取し、卵を産まなくなった鶏を食用にする習慣が存在しており、盛んに食べられていた。江戸時代には、福岡藩が度重なる飢饉による財政難を克服するため、「鶏卵仕組」と呼ばれる役所を設置し、藩内で養鶏を奨励して鶏卵を上方（京都・大阪方面）へ出荷する政策を推進した。これにより九州各地で養鶏業が発展し、地域性豊かな鶏料理が発展していった。
現代に至るまで九州地方では南北問わず、鶏肉料理は盛んで、かしわめし、地鶏の炭火焼き、鶏飯、とり天、南蛮漬け、などに見られている。

### 揚げ物と漬物
揚げ物や炒め物など、油を用いた調理法が好まれるのも九州料理の特色のひとつである。これは温暖な気候で食品が傷みやすいことや、保存性の向上を目的として発達した側面がある。さつま揚げやがね、数々の漬物など、地域ごとに独自の保存食文化が根付いている。

## 歴史

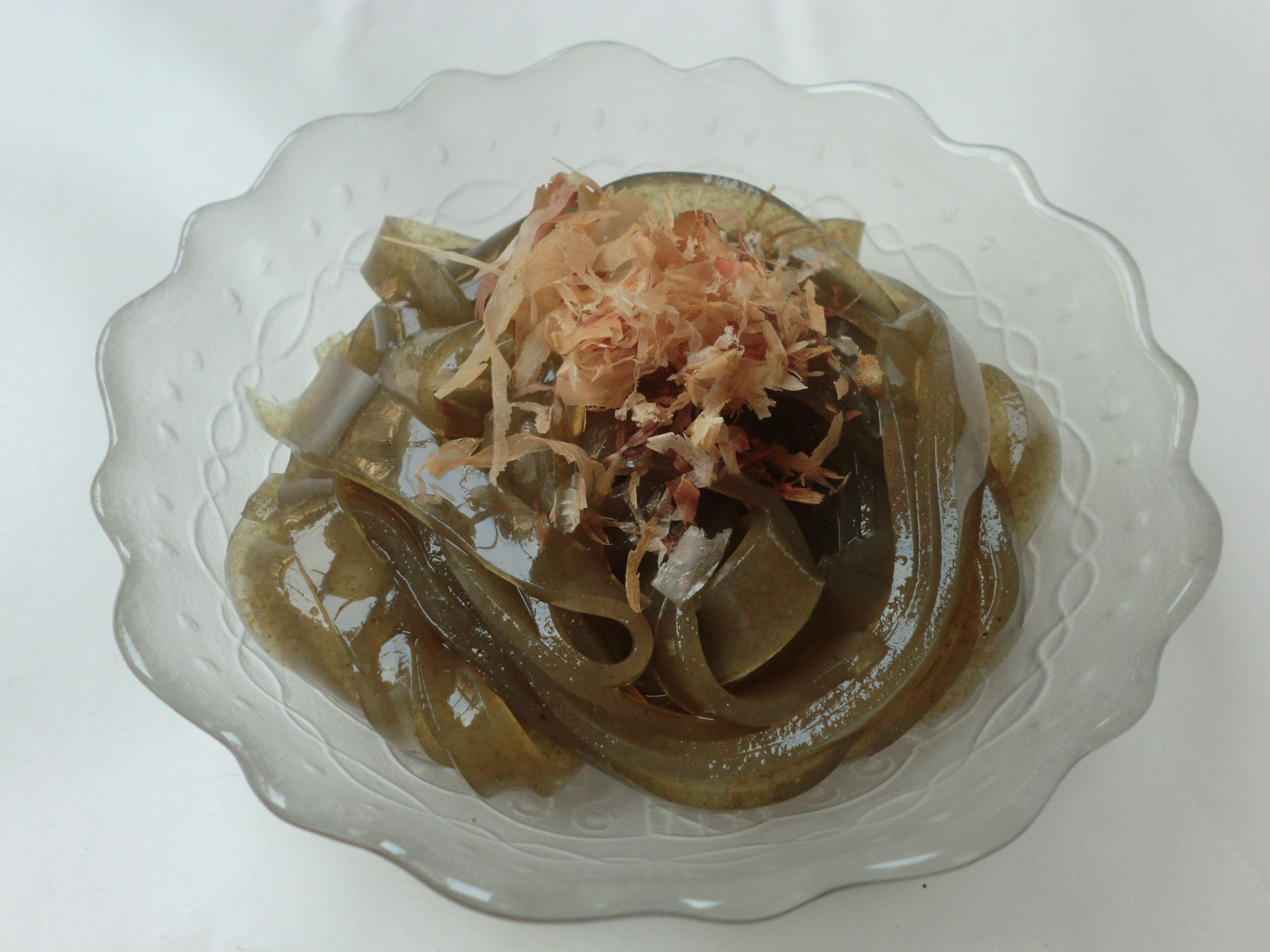
弥生時代から食べられているおきゅうと

豊かな海と、火山の多い肥沃な大地に恵まれた九州島では、漁労や農耕を基盤とした食文化が育まれた。
古代からワダツミ信仰などを中心とした海の神を祀る海洋信仰が生活に根ざしており、地理的にも文化的にも海とが近かった九州は、海岸線の長さと多島海を背景に、古くからアジ、サバ、イワシ、タイ、カツオなどの魚類や、クルマエビ、ワタリガニ、サザエ、アサリ、カキ、ハマグリなどの甲殻類・貝類を日常的に食用としてきた。北部九州では、ヒジキ、ワカメ、アオサといった海藻を食卓に載せる文化が早くから形成されている。稲作以前から魚介類や海藻を主食とする食習慣が息づいており、これらは現代の郷土料理にも色濃く残されており、エゴノリを原料とするおきゅうとは、弥生時代から食されており、今も続いている。
九州は朝鮮海峡や東シナ海に面する地理的条件から、琉球や南方、中国、朝鮮、の諸地域との交流により、多様な食材や調理法が導入され、地域ごとに独自の発展を遂げた。朝鮮半島からは煮干しや野菜の塩漬け、中国からは醤や香辛料、さらに琉球などの南方経由で東南アジアの調理法やサツマイモ、ハヤトウリなど多様な食材を積極的に受け入れてきた。たとえば長崎のちゃんぽんなどには、これら外来の影響が色濃く現れている。なお、近世には長崎を中心に西欧との接触が盛んであった印象が強いが、ヨーロッパ由来の食品や調理法は一部に影響を残すにとどまり、意外にも九州の食文化全体に占める比重は関東などよりも限定的である。
中央政権から一定の距離を保っていたこともあり、九州では日本列島固有の山菜、海藻食材や伝統的な調理法を堅持し続けてきた点が、九州の食文化の独自性を形作る大きな要因となっている。
このように、九州料理は日本の伝統的な米・魚・野菜中心の素朴な食文化と、古代から続く海洋信仰・古神道的要素、さらには南方や大陸の多様な影響を巧みに融合させ、独自の発展を遂げてきたのである。

## 主な九州料理

### 麺類
豚骨ラーメン九州の代表的な麺料理。豚骨を長時間煮込んだ白濁スープに、低加水で細いストレート麺を合わせるのが特徴で、替え玉や紅ショウガ、キクラゲなど独自のトッピングも定着している。地域ごとにスープの濃度や香り、麺の細さの嗜好が異なる。九州では南北問わず全土で定着している。
辛麺宮崎県を中心に九州で広く食べられる麺料理。唐辛子とニンニクをきかせた辛いスープに、こんにゃく粉を練り込んだ独特のコシのある麺を使う。溶き卵やニラ、ひき肉が加えられるのも特徴で、飲んだ後の締めの一杯としても人気が高い。
ちゃんぽん長崎県を代表する麺料理。中国福建省の影響を受け、豚骨・鶏ガラなどで取ったスープに、太めの中華麺と、魚介・豚肉・野菜など多種多様な具材を一度に炒めて煮込む。一皿で栄養バランスが良いこともあり、明治期以降に学生向けの食事として定着した。
皿うどん細く揚げた中華麺（パリパリ麺）または蒸し麺に、野菜や魚介類を炒めて甘めの餡でとじた具をたっぷりかけて食べる。
六兵衛長崎・島原地方や熊本の一部で見られる郷土麺。サツマイモのデンプンから作る灰色がかった独特の麺を使い、煮干しやアゴだしなど魚介ベースの汁で食べる。
油ぞうめん主に奄美群島で親しまれる郷土料理。茹でた素麺を油で炒め、豚肉や野菜、蒲鉾、椎茸などを加えて調味する。
九州うどん九州全域で親しまれるコシのないうどん。

### 飯類
かしわ飯九州を代表する炊き込みご飯。鶏肉（かしわ）、ごぼう、人参、椎茸などを甘辛く煮て、具材と一緒に米を炊き込む。駅弁や行楽弁当でも定番で、地域ごとに味つけや具材の細かな違いがある。鶏肉の旨味と甘口の醤油の味がしみこんだご飯は九州らしい一品。
高菜めし高菜の産地である阿蘇地域を中心に九州全域で親しまれる郷土料理。塩漬けの高菜漬けを刻んで炒め、ご飯に混ぜ込んだもの。ゴマや鰹節、ちりめんじゃこを加える家庭もある。
けいはん奄美群島の郷土料理。茶碗に白飯を盛り、ほぐした鶏肉、錦糸卵、干し椎茸、パパイヤの漬物など具材を華やかに載せて、熱々の鶏スープをかけて食べるスタイル。元々は薩摩藩の役人をもてなす料理として発展し、その見た目と味はもてなしの伝統を色濃く残す。
稗ずーしー縄文時代から食べられている稗の粥。猪の骨付き肉を湯がいたスープに米、稗、内臓肉、野菜などを入れて炊きあげる雑炊。
鯛めし九州沿岸部で行われる祝い事や祭礼に登場する伝統的な飯料理。炊いたご飯の中に鯛を丸ごと、または切り身を混ぜ込んで炊き込む形式が主流。古くは神功皇后の朝鮮出兵期にも食されていたと伝えられる素材と格式の高い郷土料理。

### 汁物
豚汁南九州発祥の汁物。味噌を解いた汁に豚肉や人参、蓮根などの根菜を入れた汁料理。現代では全国的に知名度が高く九州以外でもよく見られる。
もつ鍋もともと福岡市内の庶民食として始まった鍋料理で、牛や豚の内臓をニラ・キャベツと共に煮込む。「醤油ベース」が基本だが、味噌や塩、ポン酢仕立てもある。コラーゲン豊富で、シメにチャンポン麺を入れて食べるのが定番スタイル。
だんご汁主に大分県で食べられる郷土汁。小麦粉で作る平たい麺状のだんごを豚汁ベースの汁に加えたもので、里芋やごぼう、大根・白菜など冬野菜が具材。
水炊き博多地区発祥の鶏鍋料理で、鶏や骨を水からじっくり煮込むことでダシを抽出。「水炊き」とは、水から煮込む調理法に由来する名称で、鶏肉や野菜をスープでいただくシンプルながら奥深い味わい。そしてスープを最後に雑炊や麺で締めるのが定番。
冷や汁九州を代表する夏の郷土料理。焼いたアジやタイの身と炒り米、すりごま、味噌をすり鉢ですり焼き味噌を作り、冷たいだし汁で溶いて冷蔵。キュウリ・ミョウガ・豆腐などの冷たい薬味を添え、冷たい麦飯にかけて食べる。もともとは農作業中の簡便食だったが、現在では島内の家庭や宴席でも定番となる夏の味覚で、健康食・夏バテ対策メニューとしても注目されている。

### おかず類
がめ煮福岡県を代表する郷土料理で、筑前煮とも呼ばれる。がめ煮は、博多弁の「がめくりこむ（寄せ集める）」が名前の由来とされる。鶏肉（骨付きが多い）が中心で、ごぼう、人参、里芋、椎茸、竹の子、こんにゃくなど多種類の根菜を甘口醤油や砂糖、みりんで煮込む調理法が特徴。お正月や祝い事、冠婚葬祭には欠かせない一品で、福岡市では鶏肉とごぼうの消費量が全国上位となるほど日常食としても定着している。
おきゅうと古代から福岡を中心とした北部九州で食されている海藻加工品。エゴノリを煮溶かし、ゲル化させて小判型に固めたもので、蒟蒻のような食感。生姜醤油やポン酢、酢味噌をつけていただく。またかつお節やネギと和えたものも珍しくない。九州内のスーパーでは300円ほどで売っている。
とり天大分県発祥の揚げ物で、鶏肉に軽い衣をつけて揚げたもの。カラッとした食感が特徴で、タルタルソースやめんつゆをかけて食べることが多い。九州の家庭の定番メニューとなっている。
鶏南蛮宮崎県発祥の鶏料理。鶏肉を甘酢に漬けた後、揚げてタルタルソースや甘酢をかけて仕上げる。
ぬかみそ炊き北九州市（小倉）を中心に伝統的に食べられてきた保存食。イワシやサバなど青魚を醤油・みりん・砂糖で煮た後、ぬか床を加えて弱火で丹念に煮込む。ぬかの発酵による旨味と香辛料（山椒、唐辛子）を含んだ深みある味わいが特徴で、市場や家庭、居酒屋などで提供される定番のおかずである。